# УТ-2 (канал)
УТ-2 (Второй канал национального телевидения Украины, укр. Другий канал Національного телебачення України) — бывший украинский государственный развлекательно-информационный телеканал, вещавший с 1 января 1992 по 5 сентября 2004 года.

## История
- Начал вещание 1 января 1992 года в вечернее время на частоте РТР (бывшей второй программы ЦТ). Чаще всего, работал вечером. В утренние часы транслировались программы РТР, днём — областные и региональные телекомпании, вечером — УТ-2, а с сентября 1992 года до весны 1995 года и УТ-3. На второй общенациональной «кнопке» продолжали работать 1-й канал Останкино и ОРТ. УТ-2 работало на третьем.
- 25 сентября 1992 года появился УТ-3, который делил частоту с УТ-2. УТ-3 был каналом более молодёжным, и был рассчитан на более продвинутую публику, чем УТ-2. С весны 1993 года УТ-3 объединился с первой коммерческой телестудией Киева «ТВ Мегапол» для создания совместного телеканала, который будет выходить в эфир на частотах УТ-3, так был создан телеканал УТ-3 в более новой интерпретации. Большинство источников склоняют к тому, что УТ-3 преобразовалось в «Iнтерканал» (позже телеканал «Интер»), продолжив вещание параллельно с ОРТ.
- 1 августа 1995 года по всей территории Украины произошла перекоммутация программ УТ-2 и ОРТ: УТ-2 перешло на второй канал, ОРТ — на третий (в некоторых областях восточной Украины через несколько недель по понятным причинам произошла обратная перекоммутация)[2]. Одновременно с этим с канала УТ-2 исчезли региональные программы, перешедшие на частоту ОРТ, а объём программ ОРТ резко сократился (в некоторых областях был полностью заменен местными программами).
- С 14 августа 1995 года УТ-2 резко увеличил собственное вещание, окончательно вытеснив с частоты РТР.
- 1 января 1997 года утренние и вечерние часы на втором телеканале перешли частной телекомпании «1+1».
- 1 августа 2003 года вещание областных государственных телеканалов перешло с Первого национального канала на УТ-2 (с 12:00 до 14:00), тем самым сократив время вещания канала до 2-х часов в день.
- 5 сентября 2004 года телеканал УТ-2 полностью прекратил своё вещание, после получения телеканала «1+1» лицензии на круглосуточное вещание.

## Время вещания
С 1 января 1992 по 13 августа 1995 г. с 18:00 до 23:00. По выходным — с 18:00 до 0:00.
С 14 августа 1995 по 31 декабря 1996 г. с 8:00 до 0:30. По выходным — с 8:00 до 1:00.
С 1 января по 31 декабря 1997 г. — с 10:00 до 18:00. По будням — с перерывом с 15:00 до 17:00.
С 1 января 1998 по 23 января 2000 г. — с 10:00 до 16:00. По выходным — с 10:00 до 15:00.
С 24 января 2000 по 18 ноября 2001 г. — с 10:00 до 15:00 (таким образом, с перерывом на втором канале по будням с 15:00 до 16:00), с июня по август 2000 г. и с июня по август 2001 г. по будням с 10:00 до 14:00 (тем самым, время перерыва в таких случаях составляло два часа, с 14:00 до 16:00).
С 19 ноября 2001 по 31 июля 2003 г. — с 10:00 до 14:00 (в связи с расширением времени вещания канала «1+1»).
С 1 августа 2003 по 5 сентября 2004 г. — с 10:00 до 12:00.

## Передачи УТ-2
Основу канала составляли культурологические программы, но в последние годы выходили те же программы, что и на Первом национальном канале. Вещал практически каждый день, кроме дней профилактических работ на канале (в основном каждый четвёртый понедельник). В эфире УТ-2 также часто транслировались такие циклы передач, как «Общеобразовательный канал» и «Спортивный канал» (до 2001 года в 14:00).